# مسعود نکویی
مسعود نکویی موسیقی دان و پژوهشگر اهل کرمان است. نکویی بنیانگذار و سرپرست گروه موسیقی مهروطن می‌باشد.

ایشان مدرس سلفژ، آواز و پیانو می‌باشند. مسعود نکویی دارای تألیفات و مقالات زیادی در زمینه موسیقی، کرال و موارد مرتبط با موسیقی می‌باشد که از جمله می‌توان به کتاب فنون آوا و نوا، کتاب‌های پارتیتور یشکی، پته، کاروانسرا، پخ پخو اشاره کرد. آثار مسعود نکویی در زمینه موسیقی کر و موسیقی کرال آکاپلا پلی فونیک در حال حاضر به بیش از ۵۰ اثر منتشر شده و بیش از ۲۰۰ اثر در حال انتشار می‌رسد. همچنین سبک‌های موسیقی جدیدی همانند کرراک، موزیکیوم، اکتاپلا نیز از دیگر زمینه‌های فعالیت ایشان می‌باشد.

## سوابق کاری و اجرایی
- عضو اصلی هیئت مدیره مجمع کانونهای موسیقی دانشگاه‌های سراسر کشور۱۳۷۸
- مسئول واحد موسیقی دانشگاه باهنر کرمان ۷۹–۱۳۷۷
- آهنگساز و رهبر گروه موسیقی دانشگاه باهنر کرمان ۷۹–۱۳۷۷
- داور مسابقات سرود دانش آموزی استان کرمان ۹۲–۱۳۷۴
- طراحی و ساخت روبات نوازنده پیانو در مرکزتحقیقات آموزشی استان کرمان ۱۳۷۰
- آهنگساز آهنگ افتتاحیه جشنواره بین‌المللی کتاب کودک ۱۳۸۳
- آهنگساز کلیپ گروه صنعتی بارز۱۳۸۳و۱۳۹۱
- آهنگساز فیلم سینمایی کمین خاموش ۱۳۸۴
- اجرا در جشنواره ملی بهره‌وری ایران، اسفند۱۳۹۲
- اجرا در بخش جنبی جشنواره ملی موسیقی خلیج فارس- فروردین۱۳۹۲
- رتبه برتر آهنگسازی جشنواره ملی مقاومت۱۳۹۲
- پذیرفته شدن مقاله استخراج نتهای موسیقی از نویز تایر در سمینار جهانی tire technology هامبورگ آلمان ۲۰۰۸و۲۰۱۲
- ارائه مقاله استخراج نتهای موسیقی از نویز تایر در نهمین و یازدهمین همایش ملی لاستیک ایران
- ارائه مقالات روشها وتکنیکها و ابزارهای در موسیقی

## افتخارات
- دیپلم افتخار از جشنواره موسیقی کرال کره جنوبی 2011[۶]
- رتبه دوم بخش کرال جشنواره بین‌المللی موسیقی فجر۱۳۹۱[۷][۸][۹]
- رتبه سوم بخش کرال جشنواره بین‌المللی موسیقی فجر ۱۳۸۹[۱۰]
- رتبه برتر جشنواره ملی موسیقی خنیاگران ۱۳۹۱[۱۱]

## کتابها و تالیفات
- کتاب فنون آوا و نوا[۱۲]
- کتاب اصالت احساس[۱۳]
- کتاب پرنده یعنی حرمت[۱۴]
- کتاب یشکی[۱۵]
- کتاب پته[۱۶]
- کتاب کاروانسرا[۱۷]
- کتاب صوتی پوتسولی۲۰۷۱ (انتشارات چنگ) ۱۳۹۲
- کتاب صوتی سلفژ پوتسولی۲۰۷۲ (انتشارات چنگ) ۱۳۹۲
- کتاب پخ پخو (پارتیتور بازیهای محلی کهن کرمان) ۱۳۹۳
- کتاب پارتیتور آشق (پارتیتور بازی‌های بومی محلی کرمان) 1395
- کتاب پارتیتور عام آوا (پارتیتور آثر فرهنگ شفاهی ایران و تهران) 1395
- کتاب پارتیتور قووتو (پارتیتور آثار بومی و فرهنگ شفاهی کرمان و ایران) 1395

## آثار
- (۲۰۱۲) آلبوم موسیقی مکتب خانه
- (۲۰۱۴) آلبوم موسیقی مفشو [۱۸]
- (۲۰۱۴) آلبوم موسیقی اتلک[۱۹]
- (۲۰۱۵) اکتاپلای قیام شالبافها
- (۲۰۱۵) کنسرت موسیقی زباله
- (۲۰۱۶) آلبوم موسیقی کوچه بازار[۲۰]
- (۲۰۱۶) آلبوم موسیقی هفت سین
- (۲۰۱۶) سبک موسیقی اکتاپلا[۲۱]
- (۲۰۱۶) سبک موسیقی موزیکیوم[۲۲]
- (۲۰۱۶) سبک موسیقی کرراک[۲۳]
- (2017) آلبوم موسیقی ماچلس[۲۴]